# كايل ريتشاردسون (لاعب كرة قدم أمريكية)
كايل ريتشاردسون (بالإنجليزية: Kyle Richardson)‏ هو لاعب كرة قدم أمريكية أمريكي، ولد في 2 مارس 1973 في فارمنغتون في الولايات المتحدة.

## وصلات خارجية
- كايل ريتشاردسون على موقع مرجع كرة القدم المحترفة.كوم (الإنجليزية)